# Hotel più alti del mondo

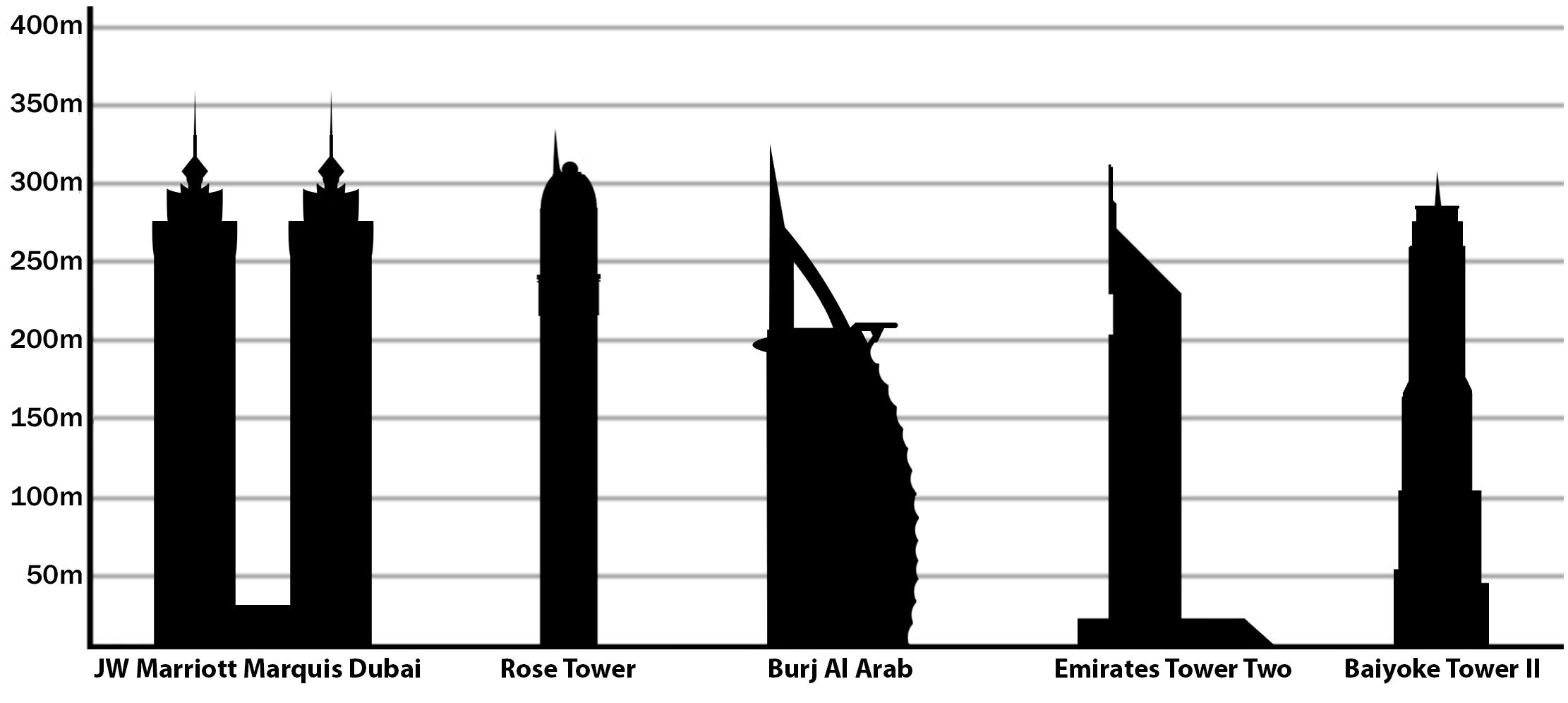
Alcuni degli hotel più alti del mondo

Questa è una lista degli edifici più alti del mondo che sono interamente utilizzati come hotel. Alcuni edifici alti sono multiuso e hanno un hotel che occupa i piani più alti dell'edificio. L'hotel più alto del mondo è il Gevora Hotel, a Dubai.

## Elenco
Questo elenco classifica sia gli hotel completati che quelli superati alti almeno 150 metri. 

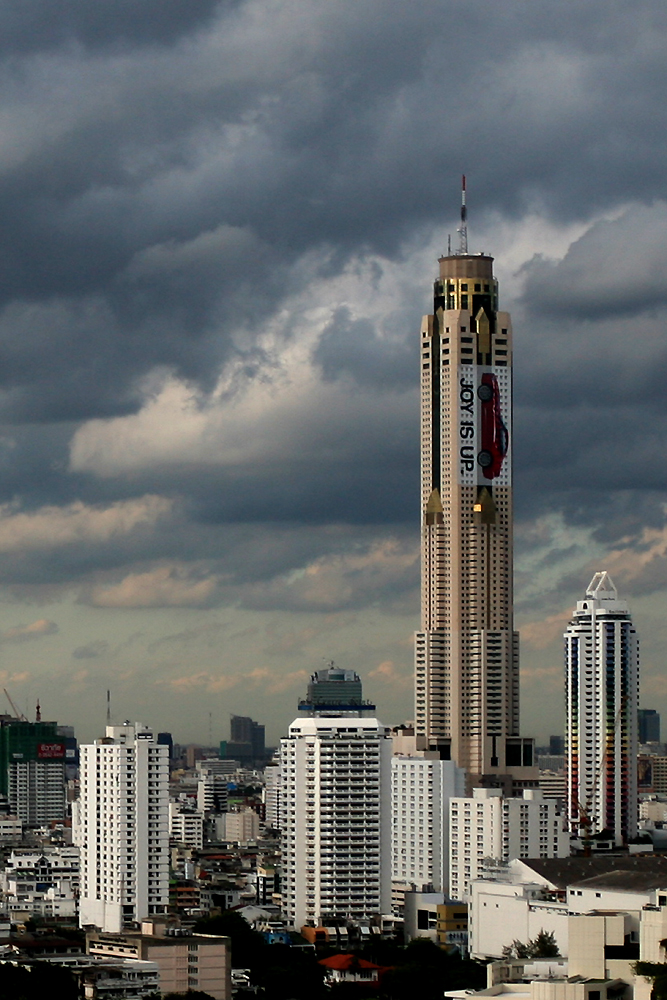
Torre Baiyoke II a Bangkok, in Thailandia

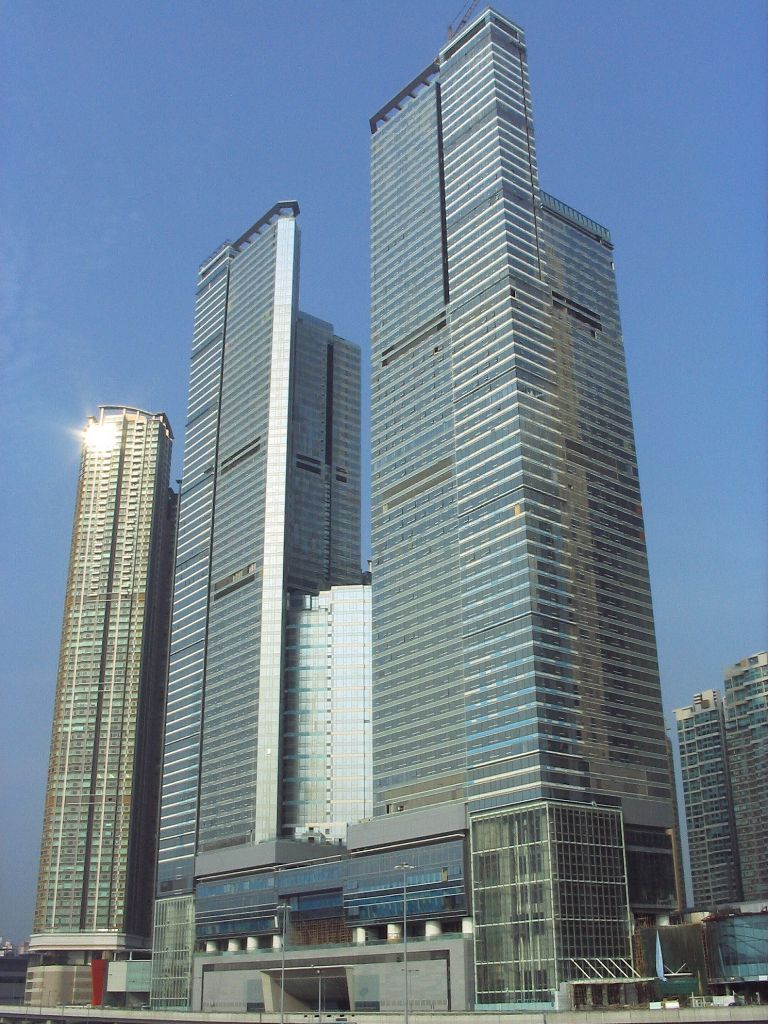
Il Cullinan, a Kowloon, Hong Kong

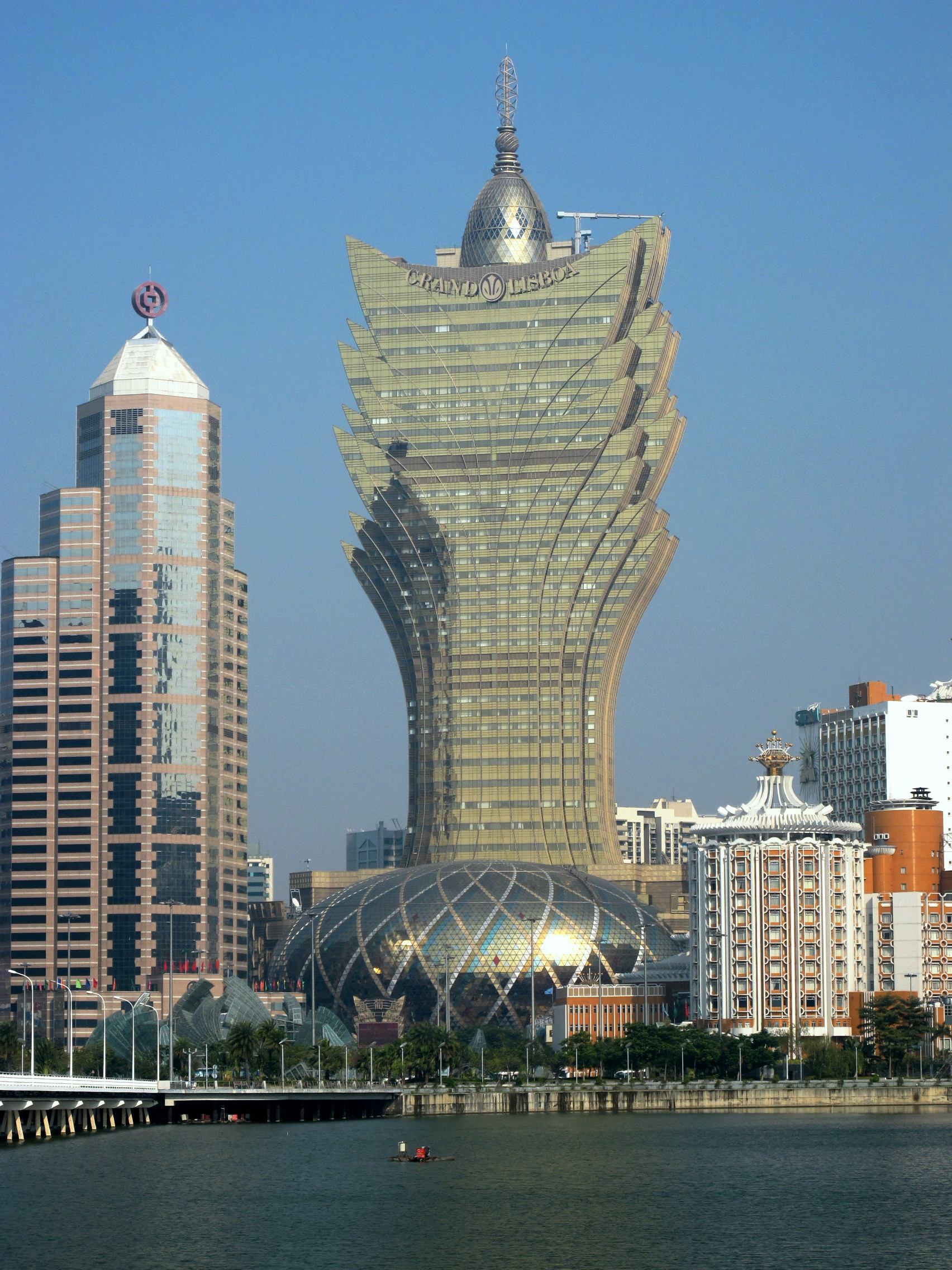
Grand Lisboa a Macao

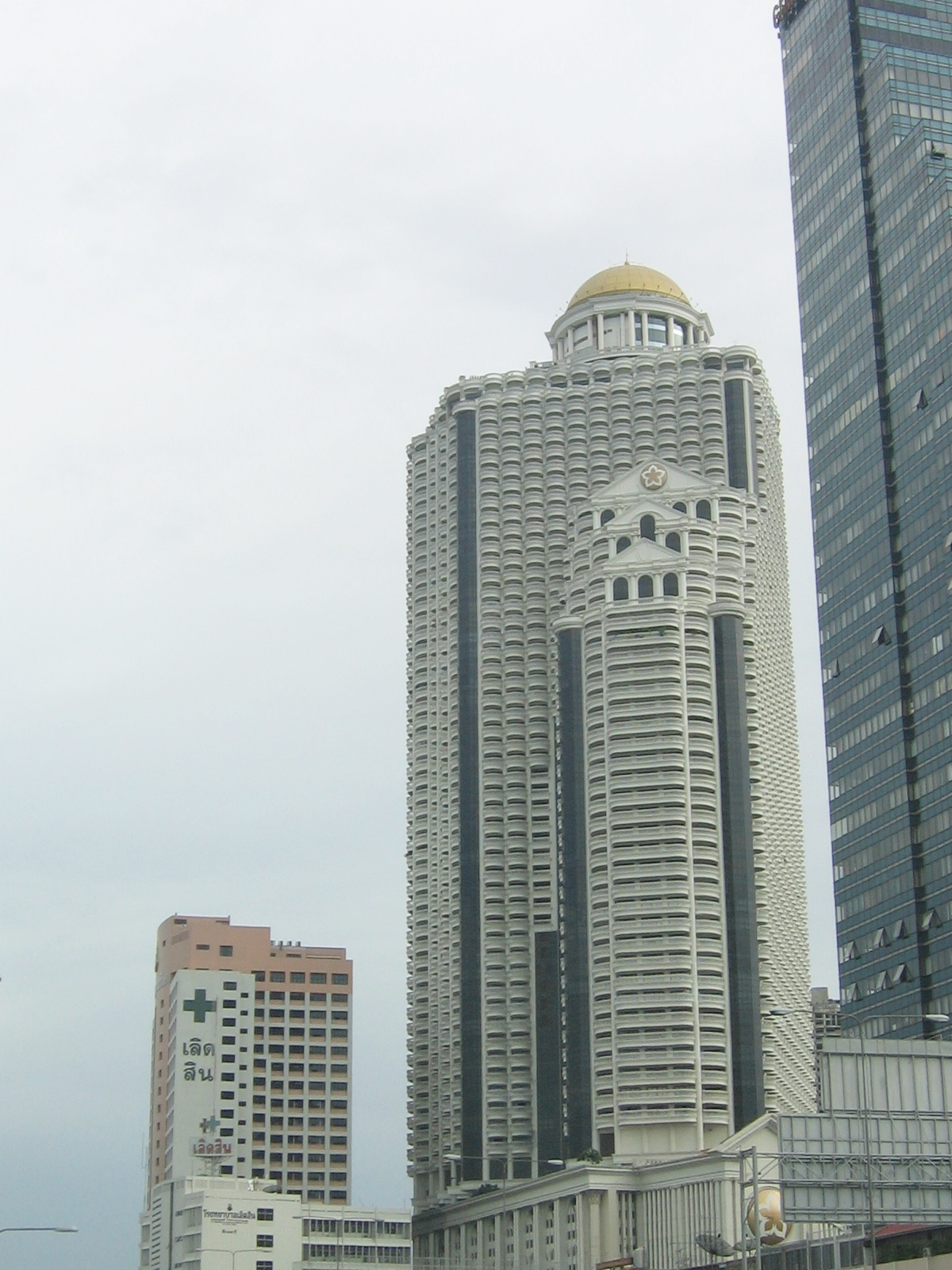
Torre dello stato a Bangkok, Thailandia

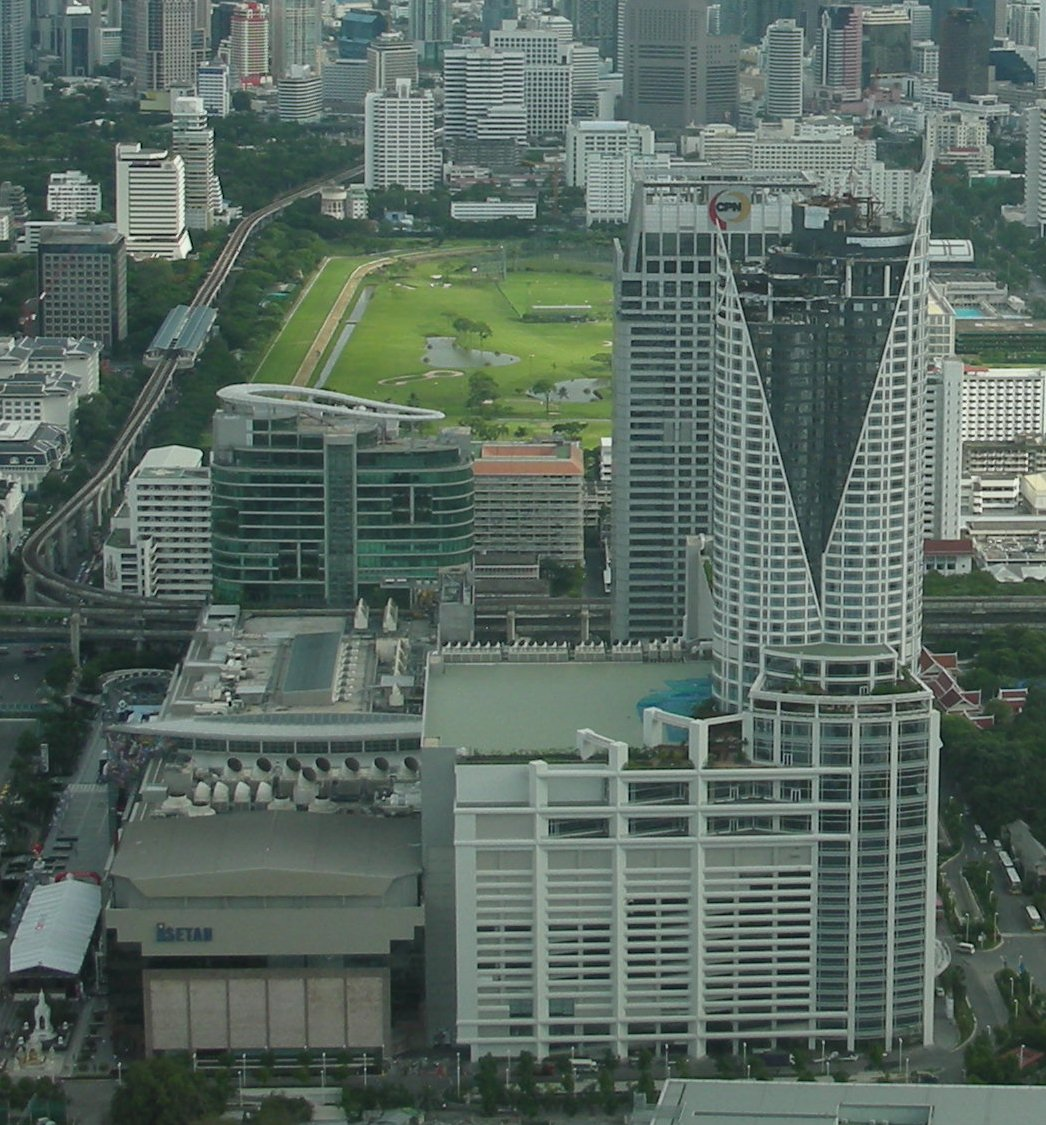
Centara Grand e Bangkok Convention Center, a Bangkok, in Thailandia

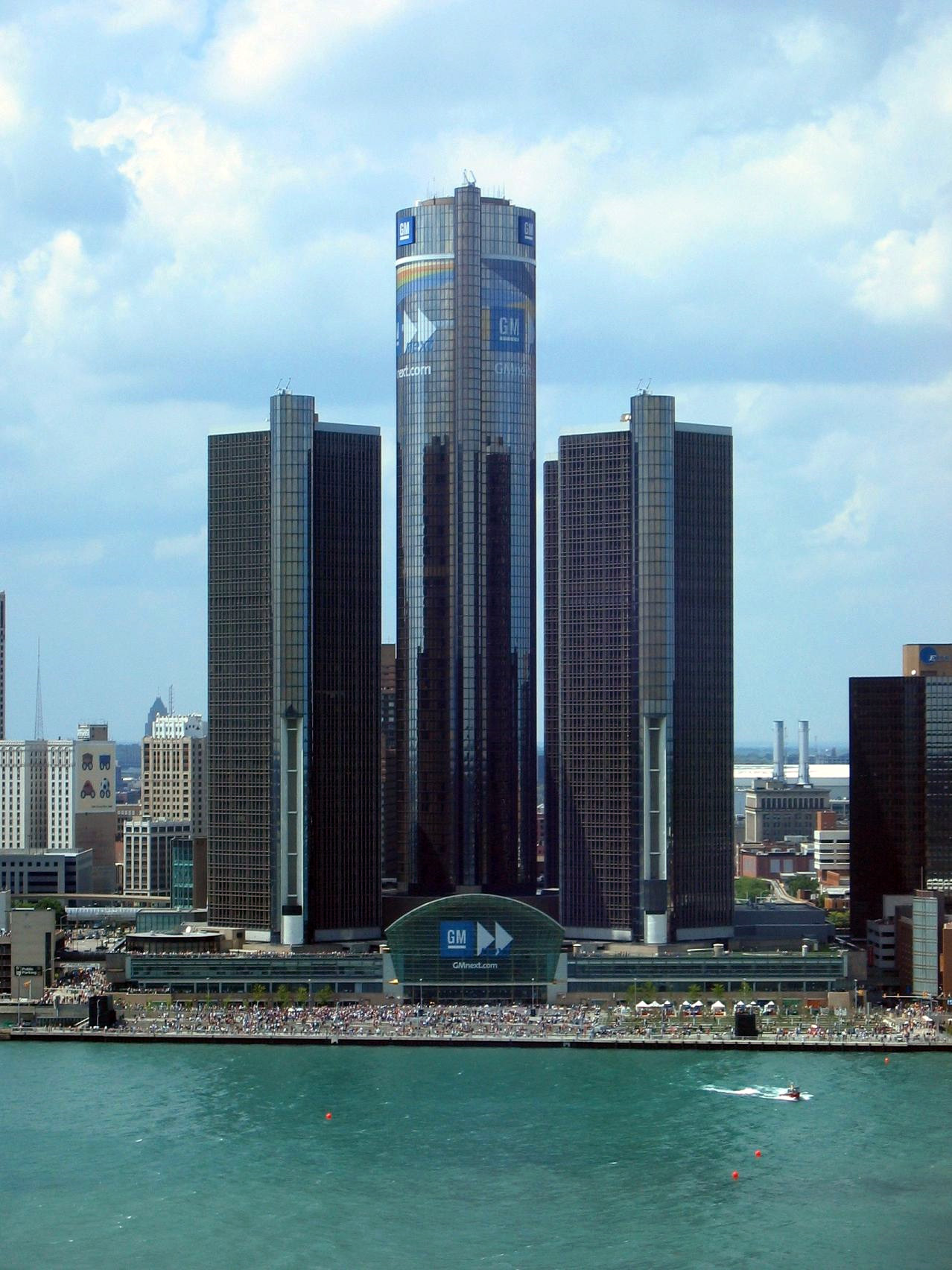
Renaissance Center in Detroit, United States

| Rank | Nome                                                    | Città             | Paese                          | Altezza metris / piedi  | Piani | Anno completamento |
| ---- | ------------------------------------------------------- | ----------------- | ------------------------------ | ----------------------- | ----- | ------------------ |
| 1    | Ciel Tower                                              | Dubai             | Emirati Arabi Uniti (bandiera) | 365,5 metri (1 199 ft)  | 82    | 2024               |
| 2    | Gevora Hotel                                            | Dubai             | Emirati Arabi Uniti (bandiera) | 356,3 metri (1 169 ft)  | 75    | 2017               |
| 3    | JW Marriott Marquis Dubai                               | Dubai             | Emirati Arabi Uniti (bandiera) | 355 metri (1 165 ft)    | 77    | 2012               |
| 4    | Shimao International Plaza                              | Shanghai          | Cina (bandiera)                | 333 metri (1 093 ft)    | 60    | 2006               |
| 5    | Rose Rayhaan by Rotana                                  | Dubai             | Emirati Arabi Uniti (bandiera) | 333 metri (1 093 ft)    | 72    | 2007               |
| 6    | Burj Al Arab                                            | Dubai             | Emirati Arabi Uniti (bandiera) | 321 metri (1 053 ft)    | 60    | 1999               |
| 7    | Jumeirah Emirates Towers Hotel                          | Dubai             | Emirati Arabi Uniti (bandiera) | 309 metri (1 014 ft)    | 56    | 2000               |
| 8    | Baiyoke Tower II                                        | Bangkok           | Thailandia (bandiera)          | 309 metri (1 014 ft)    | 84    | 1997               |
| 9    | Wuxi Maoye City - Marriott Hotel                        | Wuxi              | Cina (bandiera)                | 304 metri (997 ft)      | 68    | 2013               |
| 10   | The Tower Plaza                                         | Dubai             | Emirati Arabi Uniti (bandiera) | 294 metri (965 ft)      | 66    | 2011               |
| 12   | Four Seasons Hotel Manama                               | Manama            | Bahrein (bandiera)             | 270 metri (890 ft)      | 50    | 2014               |
| 13   | Radisson Royal Dubai                                    | Dubai             | Emirati Arabi Uniti (bandiera) | 269 metri (883 ft)      | 60    | 2010               |
| 14   | Raffles Hotel Jakarta                                   | Giacarta          | Indonesia (bandiera)           | 257 metri (843 ft)      | 49    | 2013               |
| 17   | Sail Tower                                              | Jeddah            | Arabia Saudita (bandiera)      | 240 metri (790 ft)      | 64    | 2020               |
| 19   | Centara Grand Hotel                                     | Bangkok           | Thailandia (bandiera)          | 235 metri (771 ft)      | 57    | 2008               |
|      | SLS Dubai Hotel and Residences                          | Dubai             | Emirati Arabi Uniti (bandiera) | 336 metri (1 102 ft)    | 78    | 2020               |
|      | Four Seasons Place Kuala Lumpur                         | Kuala Lumpur      | Malaysia (bandiera)            | 343 metri (1 125 ft)    | 65    | 2018               |
|      | The Bahia Grand Panama                                  | Panama            | Panama (bandiera)              | 284 metri (932 ft)      | 70    | 2011               |
|      | The Cullinan South Tower                                | Hong Kong         | Cina (bandiera)                | 270 metri (890 ft)      | 68    | 2008               |
|      | Grand Lisboa                                            | Macao             | Cina (bandiera)                | 258 metri (846 ft)      | 52    | 2008               |
|      | Grand Hyatt Kuala Lumpur                                | Kuala Lumpur      | Malaysia (bandiera)            | 243 metri (797 ft)      | 37    | 2012               |
|      | Tropicana The Residence & W Hotel                       | Kuala Lumpur      | Malaysia (bandiera)            | 232 metri (761 ft)      | 55    | 2017               |
|      | Hyatt Regency Colombo                                   | Colombo           | Sri Lanka (bandiera)           | 229,5 metri (753 ft)    | 47    | 2015               |
|      | Courtyard/Residence Inn New York Manhattan/Central Park | New York          | Stati Uniti (bandiera)         | 229,4 metri (753 ft)    | 68    | 2013               |
|      | Oasis Skyway Garden Hotel                               | Shanghai          | Cina (bandiera)                | 226 metri (741 ft)      | 52    | 2007               |
|      | Swissôtel The Stamford                                  | Singapore         | Singapore (bandiera)           | 226 metri (741 ft)      | 73    | 1986               |
|      | Keraton at The Plaza                                    | Giacarta          | Indonesia (bandiera)           | 225 metri (738 ft)      | 48    | 2008               |
|      | Detroit Marriott at the Renaissance Center              | Detroit           | Stati Uniti (bandiera)         | 222 metri (728 ft)      | 73    | 1977               |
|      | InterContinental Doha The City                          | Doha              | Qatar (bandiera)               | 221 metri (725 ft)      | 60    | 2012               |
|      | Angsana Hotel Tower                                     | Dubai             | Emirati Arabi Uniti (bandiera) | 221 metri (725 ft)      | 49    | 2008               |
|      | Westin Peachtree Plaza Hotel                            | Atlanta           | Stati Uniti (bandiera)         | 220,37 metri (723,0 ft) | 73    | 1976               |
|      | Ocean Resort Casino                                     | Atlantic City     | Stati Uniti (bandiera)         | 216,5 metri (710 ft)    | 57    | 2012               |
|      | Riu Plaza Guadalajara                                   | Guadalajara       | Messico (bandiera)             | 215 metri (705 ft)      | 50    | 2011               |
|      | Ritz-Carlton Jakarta Tower I                            | Giacarta          | Indonesia (bandiera)           | 212 metri (696 ft)      | 48    | 2005               |
|      | Ritz-Carlton Jakarta Tower II                           | Giacarta          | Indonesia (bandiera)           | 212 metri (696 ft)      | 48    | 2005               |
|      | Four Seasons Hotel New York                             | New York          | Stati Uniti (bandiera)         | 208 metri (682 ft)      | 52    | 1993               |
|      | Tamani Hotel Marina                                     | Dubai             | Emirati Arabi Uniti (bandiera) | 207 metri (679 ft)      | 54    | 2006               |
|      | Sofitel Jin Jiang Oriental Pudong Hotel                 | Shanghai          | Cina (bandiera)                | 207 metri (679 ft)      | 47    | 2002               |
|      | Resorts World Las Vegas                                 | Las Vegas         | Stati Uniti (bandiera)         | 206 metri (676 ft)      | 59    | 2020               |
|      | Four Seasons Hotel Hong Kong                            | Hong Kong         | Cina (bandiera)                | 205 metri (673 ft)      | 55    | 2005               |
|      | St. Regis Kuala Lumpur                                  | Kuala Lumpur      | Malaysia (bandiera)            | 205 metri (673 ft)      | 48    | 2016               |
|      | Berjaya Times Square Hotel Tower A                      | Kuala Lumpur      | Malaysia (bandiera)            | 203 metri (666 ft)      | 48    | 2003               |
|      | Berjaya Times Square Hotel Tower B                      | Kuala Lumpur      | Malaysia (bandiera)            | 203 metri (666 ft)      | 48    | 2003               |
|      | Renaissance Hotel Tianjin                               | Tientsin          | Cina (bandiera)                | 203 metri (666 ft)      | 48    | 2002               |
|      | Yuanyang Building                                       | Dalian            | Cina (bandiera)                | 201 metri (659 ft)      | 51    | 1973               |
|      | Royal Mediterranean Hotel                               | Guangzhou         | Cina (bandiera)                | 201 metri (659 ft)      | 48    | 1998               |
|      | Marina Bay Sands                                        | Singapore         | Singapore (bandiera)           | 200 metri (660 ft)      | 57    | 2010               |
|      | Radisson Hotel Shanghai New World                       | Shanghai          | Cina (bandiera)                | 200 metri (660 ft)      | 46    | 2005               |
|      | Dolton Hotel Changsha                                   | Changsha          | Cina (bandiera)                | 200 metri (660 ft)      | 51    | 1998               |
|      | Shangri-La Dubai                                        | Dubai             | Emirati Arabi Uniti (bandiera) | 200 metri (660 ft)      | 43    | 2003               |
|      | Conrad Seoul Hotel                                      | Seul              | Corea del Sud (bandiera)       | 200 metri (660 ft)      | 37    | 2012               |
|      | Hotel Ukraina                                           | Mosca             | Russia (bandiera)              | 198 metri (650 ft)      | 34    | 1955               |
|      | Banyan Tree                                             | Bangkok           | Thailandia (bandiera)          | 198 metri (650 ft)      | 61    | 1995               |
|      | One Galle Face                                          | Colombo           | Sri Lanka (bandiera)           | 194 metri (636 ft)      | 32    | 2017               |
|      | Encore Las Vegas                                        | Las Vegas         | Stati Uniti (bandiera)         | 192 metri (630 ft)      | 48    | 2008               |
|      | The Address Dubai Mall                                  | Dubai             | Emirati Arabi Uniti (bandiera) | 192 metri (630 ft)      | 37    | 2008               |
|      | The Waldorf-Astoria Hotel                               | New York          | Stati Uniti (bandiera)         | 191 metri (627 ft)      | 47    | 1931               |
|      | The Classic 500A                                        | Seul              | Corea del Sud (bandiera)       | 196 metri (643 ft)      | 50    | 2008               |
|      | Wynn Las Vegas                                          | Las Vegas         | Stati Uniti (bandiera)         | 187 metri (614 ft)      | 45    | 2005               |
|      | Gran Hotel Bali                                         | Benidorm          | Spagna (bandiera)              | 186 metri (610 ft)      | 52    | 2002               |
|      | Hotel Sofitel Silver Plaz                               | Jinan             | Cina (bandiera)                | 186 metri (610 ft)      | 53    | 1999               |
|      | Hyatt Regency Andares                                   | Guadalajara       | Messico (bandiera)             | 185 metri (607 ft)      | 41    | 2016               |
|      | Grand Seasons Hotel                                     | Kuala Lumpur      | Malaysia (bandiera)            | 184 metri (604 ft)      | 40    | 1998               |
|      | Makuhari Prince Hotel                                   | Chiba             | Giappone (bandiera)            | 181 metri (594 ft)      | 49    | 1995               |
|      | Kerry Shangri-la Hotel                                  | Nanchino          | Cina (bandiera)                | 180 metri (590 ft)      | 47    | 2014               |
|      | Pattaya Park Beach Hotel                                | Pattaya           | Thailandia (bandiera)          | 180 metri (590 ft)      | 54    | 1995               |
|      | The London NYC                                          | New York          | Stati Uniti (bandiera)         | 180 metri (590 ft)      | 54    | 1990               |
|      | Millennium Hilton Hotel                                 | New York          | Stati Uniti (bandiera)         | 179 metri (587 ft)      | 59    | 1992               |
|      | North Building                                          | Tokyo             | Giappone (bandiera)            | 178 metri (584 ft)      | 47    | 1971               |
|      | W Times Square                                          | New York          | Stati Uniti (bandiera)         | 178 metri (584 ft)      | 53    | 2001               |
|      | Hilton Hotel Fallsview                                  | Niagara Falls     | Canada (bandiera)              | 178 metri (584 ft)      | 50    | 2009               |
|      | Radisson Blu Hotel                                      | Mersin            | Turchia (bandiera)             | 177 metri (581 ft)      | 52    | 1987               |
|      | The Classic 500B                                        | Seul              | Corea del Sud (bandiera)       | 177 metri (581 ft)      | 40    | 2008               |
|      | Holiday Inn Qingdao                                     | Qingdao           | Cina (bandiera)                | 175 metri (574 ft)      | 38    | 1998               |
|      | New York Marriott Marquis                               | New York          | Stati Uniti (bandiera)         | 175 metri (574 ft)      | 56    | 1985               |
|      | Lotte Hotel Busan                                       | Pusan             | Corea del Sud (bandiera)       | 173 metri (568 ft)      | 41    | 1997               |
|      | Four Seasons Hotel Shanghai                             | Shanghai          | Cina (bandiera)                | 172 metri (564 ft)      | 37    | 2002               |
|      | The New York Palace Hotel                               | New York          | Stati Uniti (bandiera)         | 172 metri (564 ft)      | 51    | 1981               |
|      | Hotel Sherry-Netherland                                 | New York          | Stati Uniti (bandiera)         | 171 metri (561 ft)      | 40    | 1927               |
|      | Cordis, Hong Kong                                       | Hong Kong         | Cina (bandiera)                | 170 metri (560 ft)      | 42    | 2004               |
|      | Grand Metropark Hotel Nanjing                           | Nanchino          | Cina (bandiera)                | 170 metri (560 ft)      | 42    | 1994               |
|      | Atlanta Marriott Marquis                                | Atlanta           | Stati Uniti (bandiera)         | 169 metri (554 ft)      | 52    | 1985               |
|      | Sheraton Dallas Hotel Canne                             | Dallas            | Stati Uniti (bandiera)         | 168 metri (551 ft)      | 42    | 1959               |
|      | Emporium Suites Tower                                   | Bangkok           | Thailandia (bandiera)          | 167 metri (548 ft)      | 46    | 1998               |
|      | Discovery Suites                                        | Ortigas Center    | Filippine (bandiera)           | 167 metri (548 ft)      | 40    | 1999               |
|      | Marriott Rivercenter                                    | San Antonio       | Stati Uniti (bandiera)         | 166 metri (545 ft)      | 38    | 1998               |
|      | Bio City Hotel                                          | Pusan             | Corea del Sud (bandiera)       | 165 metri (541 ft)      | 49    | 2018               |
|      | Grand Millennium                                        | Bangkok           | Thailandia (bandiera)          | 165 metri (541 ft)      | 36    | 2008               |
|      | Wang Fu Jing Century Hotel                              | Chengdu           | Cina (bandiera)                | 165 metri (541 ft)      | 45    | ?                  |
|      | Baynunah Hilton Tower Hotel                             | Abu Dhabi         | Emirati Arabi Uniti (bandiera) | 165 metri (541 ft)      | 40    | 1994               |
|      | Ritz Hotel Tower                                        | New York          | Stati Uniti (bandiera)         | 165 metri (541 ft)      | 41    | 1926               |
|      | The Portman Ritz-Carlton                                | Shanghai          | Cina (bandiera)                | 165 metri (541 ft)      | 48    | 1998               |
|      | JW Marriott Hotel Hong Kong                             | Hong Kong         | Cina (bandiera)                | 165 metri (541 ft)      | 50    | 1998               |
|      | Pinnacle & Sheraton Hotel                               | Petaling Jaya     | Malaysia (bandiera)            | 165 metri (541 ft)      | 45    | 2017               |
|      | InterContinental Warsaw                                 | Varsavia          | Polonia (bandiera)             | 164 metri (538 ft)      | 45    | 2003               |
|      | Sheraton Nanjing Kingsley Hotel & Towers                | Nanchino          | Cina (bandiera)                | 164 metri (538 ft)      | 42    | 1998               |
|      | The Shore Hotel & Residences                            | Malacca           | Malaysia (bandiera)            | 163 metri (535 ft)      | 43    | 2014               |
|      | Westin New York at Times                                | New York          | Stati Uniti (bandiera)         | 162 metri (531 ft)      | 45    | 2002               |
|      | Minnan Hotel                                            | Xiamen            | Cina (bandiera)                | 162 metri (531 ft)      | 38    | 1995               |
|      | New Century Hotel                                       | Wuhan             | Cina (bandiera)                | 162 metri (531 ft)      | 36    | 2003               |
|      | Swissôtel Krasnye Holmy                                 | Mosca             | Russia (bandiera)              | 162 metri (531 ft)      | 35    | 2005               |
|      | New York-New York                                       | Las Vegas         | Stati Uniti (bandiera)         | 161 metri (528 ft)      | 49    | 1997               |
|      | Delta Toronto Hotel                                     | Toronto           | Canada (bandiera)              | 160 metri (520 ft)      | 47    | 2014               |
|      | Linden Hotel                                            | Kaohsiung         | Taiwan (bandiera)              | 160 metri (520 ft)      | 41    | 1994               |
|      | Hotel Pierre                                            | New York          | Stati Uniti (bandiera)         | 160 metri (520 ft)      | 41    | 1930               |
|      | [Foreign Trade                                          | Shenzhen          | Cina (bandiera)                | 160 metri (520 ft)      | 50    | 1985               |
|      | Qilu Center & Tower                                     | Jinan             | Cina (bandiera)                | 158 metri (518 ft)      | 39    | 1995               |
|      | Shin-Kobe Oriental City                                 | Kōbe              | Giappone (bandiera)            | 158 metri (518 ft)      | 37    | 1998               |
|      | The St. Regis Mumbai                                    | Mumbai            | India (bandiera)               | 155 metri (509 ft)      | 45    | 2012               |
|      | Tokyo Dome Hotel                                        | Tokyo             | Giappone (bandiera)            | 155 metri (509 ft)      | 43    | 2000               |
|      | Sumitomo Fudosan Mita Twin                              | Tokyo             | Giappone (bandiera)            | 155 metri (509 ft)      | 42    | 2005               |
|      | InterContinental MidPlaza Jakarta Hotel                 | Giacarta          | Indonesia (bandiera)           | 155 metri (509 ft)      | 37    | 2010               |
|      | Bellagio                                                | Las Vegas         | Stati Uniti (bandiera)         | 155 metri (509 ft)      | 36    | 1998               |
|      | Haeundae Citadin Hotel                                  | Pusan             | Corea del Sud (bandiera)       | 155 metri (509 ft)      | 42    | 2014               |
|      | Hilton Kuala Lumpur                                     | Kuala Lumpur      | Malaysia (bandiera)            | 154 metri (505 ft)      | 38    | 2004               |
|      | Hotel Arts Barcelona                                    | Barcellona        | Spagna (bandiera)              | 154 metri (505 ft)      | 44    | 1992               |
|      | JW Marriott Hotel Chongqing                             | Chongqing         | Cina (bandiera)                | 154 metri (505 ft)      | 45    | 1999               |
|      | Le Meridien Kuala Lumpur                                | Kuala Lumpur      | Malaysia (bandiera)            | 154 metri (505 ft)      | 38    | 2004               |
|      | Miyazaki Phoenix Hotel                                  | Miyazaki          | Giappone (bandiera)            | 154 metri (505 ft)      | 45    | 1994               |
|      | Süzer Plaza Ritz-Carlton                                | Istanbul          | Turchia (bandiera)             | 154 metri (505 ft)      | 34    | 1998               |
|      | Hyatt Regency Crown Center                              | Kansas City       | Stati Uniti (bandiera)         | 154 metri (505 ft)      | 45    | 1980               |
|      | Dusit Dubai                                             | Dubai             | Emirati Arabi Uniti (bandiera) | 153 metri (502 ft)      | 40    | 2001               |
|      | The Fairmont Dubai                                      | Dubai             | Emirati Arabi Uniti (bandiera) | 153 metri (502 ft)      | 37    | 2002               |
|      | Sheraton New York                                       | New York          | Stati Uniti (bandiera)         | 153 metri (502 ft)      | 51    | 1962               |
|      | Crown Towers                                            | Melbourne         | Australia (bandiera)           | 152 metri (499 ft)      | 43    | 1997               |
|      | The St. Regis Mexico City                               | Città del Messico | Messico (bandiera)             | 152 metri (499 ft)      | 31    | 2008               |
|      | Manchester Grand Hyatt Hotel                            | San Diego         | Stati Uniti (bandiera)         | 151 metri (495 ft)      | 40    | 1992               |
|      | The Peninsula Bangkok                                   | Bangkok           | Thailandia (bandiera)          | 151 metri (495 ft)      | 40    | 1998               |
|      | Baiyoke Tower I                                         | Bangkok           | Thailandia (bandiera)          | 151 metri (495 ft)      | 43    | 1987               |
|      | St. Regis Hotel                                         | Shanghai          | Cina (bandiera)                | 151 metri (495 ft)      | 38    | 2001               |
|      | Hilton San Francisco Tower C                            | San Francisco     | Stati Uniti (bandiera)         | 150 metri (490 ft)      | 36    | 1932               |
|      | Loews Philadelphia Hotel                                | Filadelfia        | Stati Uniti (bandiera)         | 150 metri (490 ft)      | 36    | 1932               |
|      | NT Credo Motomachi Building                             | Hiroshima         | Giappone (bandiera)            | 150 metri (490 ft)      | 35    | 1993               |
|      | Nha Trang Plaza Hotel                                   | Nha Trang         | Vietnam (bandiera)             | 150 metri (490 ft)      | 41    | 2011               |
|      | Seoul Dragon City                                       | Seul              | Corea del Sud (bandiera)       | 150 metri (490 ft)      | 40    | 2017               |
|      | Park Hyatt Busan                                        | Pusan             | Corea del Sud (bandiera)       | 150 metri (490 ft)      | 34    | 2013               |

## Hotel in costruzione
| Nome                                              | Città             | Paese                          | Altezza metri / piedi  | Piani | Anno completamento |
| ------------------------------------------------- | ----------------- | ------------------------------ | ---------------------- | ----- | ------------------ |
| Ciel Tower                                        | Dubai             | Emirati Arabi Uniti (bandiera) | 365,5 metri (1 199 ft) | 82    | 2024               |
| Ryugyong Hotel                                    | Pyongyang         | Corea del Nord (bandiera)      | 330 metri (1 080 ft)   | 105   | TBA                |
| One Queensbridge                                  | Melbourne         | Australia (bandiera)           | 323,6 metri (1 062 ft) | 90    | 2020               |
| DAMAC Paramount Hotel & Residences                | Dubai             | Emirati Arabi Uniti (bandiera) | 270 metri (890 ft)     | 68    | 2016               |
| Sail Tower                                        | Jeddah            | Arabia Saudita (bandiera)      | 240 metri (790 ft)     | 64    | 2019               |
| Ciputra World Hotel Tower                         | Giacarta          | Indonesia (bandiera)           | 257 metri (843 ft)     | 49    | 2013               |
| Central Market Hotel Tower                        | Abu Dhabi         | Emirati Arabi Uniti (bandiera) | 255 metri (837 ft)     | 58    | 2014               |
| Paramount Tower Hotel & Residence                 | Dubai             | Emirati Arabi Uniti (bandiera) | 250 metri (820 ft)     | 65    | 2020               |
| VietinBank Business Center Hotel Tower            | Hanoi             | Vietnam (bandiera)             | 249 metri (817 ft)     | 48    | 2015               |
| Yuanda Central Plaza - St. Regis Hotel            | Changsha          | Cina (bandiera)                | 248 metri (814 ft)     | 63    | 2015               |
| Ritz-Carlton Mexico City                          | Città del Messico | Messico (bandiera)             | 241 metri (791 ft)     | 60    | 2018               |
| Western International Finance Center Conrad Hotel | Chengdu           | Cina (bandiera)                | 240 metri (790 ft)     | 65    | 2014               |
| Oberoi Oasis Commercial Tower                     | Mumbai            | India (bandiera)               | 239 metri (784 ft)     | 49    |                    |
| World Trade Center Hotel                          | Yingkou           | Cina (bandiera)                | 236 metri (774 ft)     | 40    | 2015               |
| Financial Street Westin Hotel                     | Chongqing         | Cina (bandiera)                | 231 metri (758 ft)     | 54    | 2013               |
| The Palm Tower                                    | Dubai             | Emirati Arabi Uniti (bandiera) | 230 metri (750 ft)     | 52    | 2019               |
| Kula Belgrade                                     | Belgrado          | Serbia (bandiera)              | 220 metri (720 ft)     | 70    | 2017               |
| Furama Hotel Phase 3                              | Dalian            | Cina (bandiera)                | 218 metri (715 ft)     | 55    | 2014               |
| Jeju Dream Hotel Tower                            | Jeju              | Corea del Sud (bandiera)       | 213 metri (699 ft)     | 62    | 2015               |
| Liqin Hotel                                       | Tientsin          | Cina (bandiera)                | 211 metri (692 ft)     |       | 2014               |
| Hilton Hotel Main Building                        | Dongguan          | Cina (bandiera)                | 208 metri (682 ft)     | 52    | 2013               |
| Rongsheng Plaza Hotel Tower                       | Nantong           | Cina (bandiera)                | 204 metri (669 ft)     | 48    | 2015               |
| Dicara Gold Tower - Hilton Hotel                  | Hangzhou          | Cina (bandiera)                | 200 metri (660 ft)     | 55    | 2014               |
| City Center Hotel                                 | Doha              | Qatar (bandiera)               | 200 metri (660 ft)     | 58    | 2013               |
| The Centaurus Hotel                               | Islamabad         | Pakistan (bandiera)            | 200 metri (660 ft)     | 37    | 2014               |
| Grand Hyatt Islamabad                             | Islamabad         | Pakistan (bandiera)            | 200 metri (660 ft)     | 45    | 2017               |
| Avari Hotels Extension Tower                      | Islamabad         | Pakistan (bandiera)            | 200 metri (660 ft)     | 24    | 2014               |
| Fereshteh Pasargad Hotel                          | Tehran            | Iran (bandiera)                | 188 metri (617 ft)     | 46    |                    |
| The Crescent Hotel                                | Baku              | Azerbaigian (bandiera)         | 166 metri (545 ft)     | 36    | 2020               |
| Lahore Grand Hotel                                | Lahore            | Pakistan (bandiera)            | 160 metri (520 ft)     |       | 2017               |
| Hyatt Regency Seattle                             | Seattle           | Stati Uniti (bandiera)         | 160 metri (520 ft)     | 45    | 2017               |
| InterContinental Hotel                            | Lahore            | Pakistan (bandiera)            | 150 metri (490 ft)     | 38    | 2017               |
| Pearl Continental Tower                           | Lahore            | Pakistan (bandiera)            | 150 metri (490 ft)     | 40    | 2017               |